# George A. Romero
George Andrew Romero, ameriško-kanadski režiser, pisatelj in urednik, * 4. februar 1940, New York, Združene države Amerike, † 16. julij 2017, Toronto, Ontario, Kanada.
Znan je bil predvsem po seriji satiričnih grozljivk o zombijevski apokalipsi, katere prvi del, Noč živih mrtvecev (Night of the Living Dead, 1968), velja za film, ki je uvedel trend zombijev v popularni kulturi. Zaradi tega si je prislužil oznako »oče zombijevskega filma«.